# Sada (ort)
Sada är en ort i Komorerna.   Den ligger i distriktet Grande Comore, i den nordvästra delen av landet, 14 km nordost om huvudstaden Moroni. Sada ligger 503 meter över havet och antalet invånare är 185. Den ligger på ön Grande Comore.
Terrängen runt Sada är varierad. Havet är nära Sada österut.  Närmaste större samhälle är Moroni, 13,6 km sydväst om Sada. 